# A Fonsagrada (comarca)
A Fonsagrada è una comarca della Spagna, situata nella comunità autonoma di Galizia ed in particolare nella provincia di Lugo.